# María Antonia de Paz y Figueroa

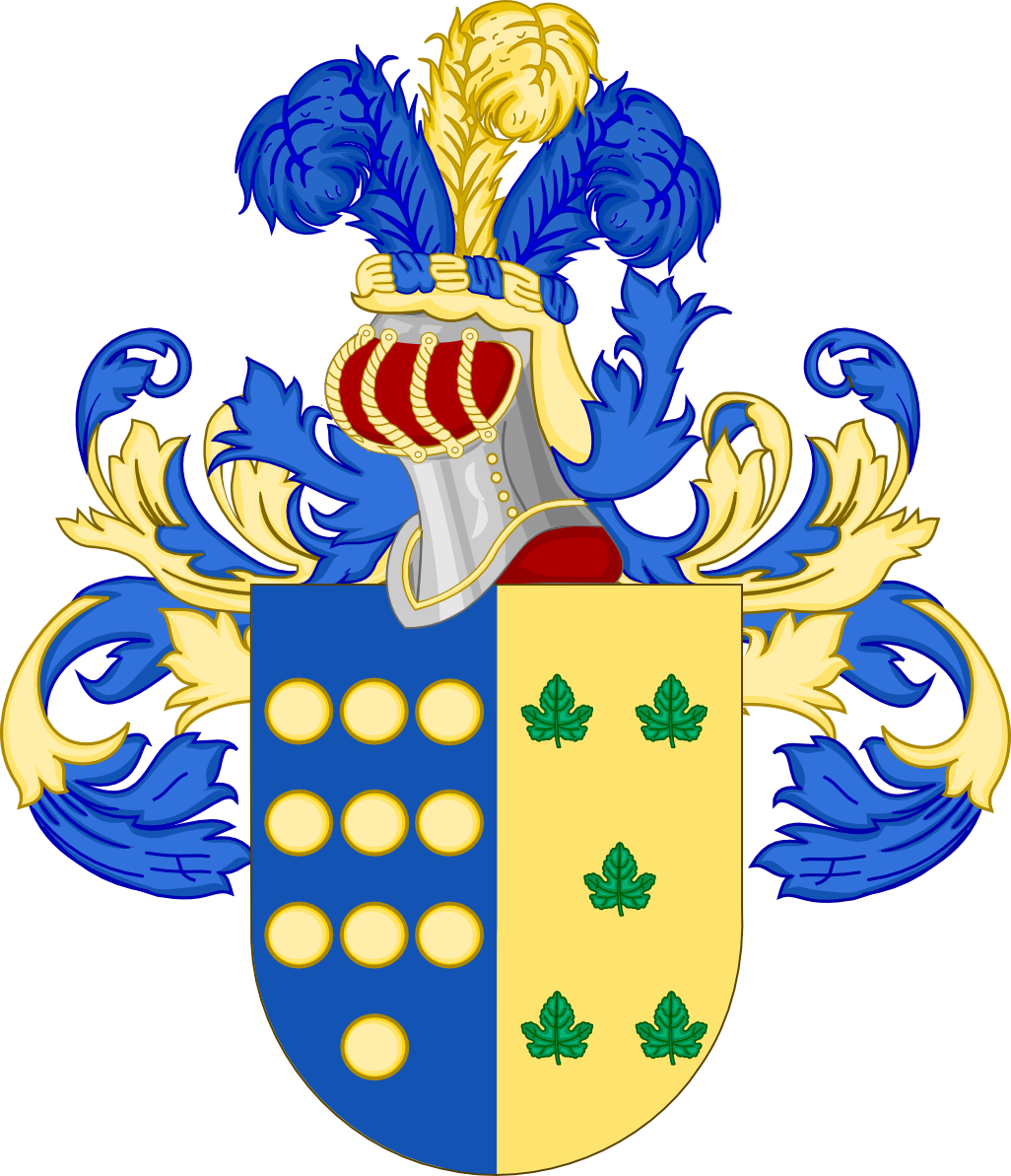
Escudo de Armas de la familia Paz y Figueroa.

María Antonia de San José, de nombre secular María Antonia de Paz y Figueroa (Villa Silípica, 11 de febrero de 1730 -Buenos Aires, 7 de marzo de 1799), también conocida como Mama Antula (en quichua santiagueño), fue una laica consagrada católica, fundadora de las Hijas del Divino Salvador.
Fue declarada beata el 27 de agosto de 2016 por el papa Francisco, y  canonizada el 11 de febrero de 2024 por el mismo papa, convirtiéndose en la tercera persona nacida en Argentina en ser declarada santa y en la primera mujer argentina. Sus restos se encuentran enterrados en la basílica Nuestra Señora de la Piedad, ubicada en el barrio de San Nicolás, en pleno centro de Buenos Aires.

## Biografía

### Origen familiar y primeros años
María Antonia de Paz y Figueroa nació en el año 1730, en la localidad de Villa Silípica, antigua encomienda de indígenas de la actual Provincia de Santiago del Estero. Fue hija de Miguel de Paz y Figueroa Mendoza, sargento mayor, maestre de campo y alcalde de la Santa Hermandad en 1728, procurador y mayordomo del Real Hospital en 1730, protector de Naturales en 1745, alcalde ordinario de segundo voto del Cabildo de Santiago del Estero y defensor en 1750, y de María de Zurita y Suárez de Cantillana.
Recibió la educación que se daba en las familias acomodadas, y se acentuó en ella su inclinación a la vida religiosa. A los quince años hizo votos de pobreza y castidad, y vistió el hábito, consagrándose a la oración. Luego realizó sus ejercicios espirituales en el convento de los padres de la Compañía de Jesús de aquella ciudad.

### María Antonia y sus “beatas”
En 1760, ya en Santiago del Estero, María Antonia de Paz y Figueroa reunió a un grupo de chicas jóvenes que vivían en común, rezaban, ejercían la caridad y colaboraban con los padres jesuitas. En aquel entonces se las llamaba “beatas” —actualmente llamadas laicas consagradas. Durante veinte años, María Antonia estuvo al servicio de los jesuitas, asistiéndolos especialmente en las tareas auxiliares de los ejercicios espirituales.
Cuando se produjo la expulsión de esa orden en 1767, María Antonia pidió al mercedario fray Diego Toro que asumiera las tareas propias de la predicación y la confesión, mientras que ella se ocuparía con sus compañeras del alojamiento y las provisiones para continuar con los ejercicios espirituales. Siguió manteniendo amistad con los jesuitas por vía epistolar. Mientras tanto, continuó su tarea evangelizadora en las parroquias de Salavina, Soconcho y Silípica. Su figura ya era familiar, siendo conocida en su pueblo como la "Mama Antula" (en quechua, por "Mamá Antonia").

### Caminata evangelizadora
Con autorización del obispo del Tucumán, Juan Manuel Moscoso y Peralta, predicó y realizó una caminata evangelizadora por toda la diócesis. Recorrió las actuales provincias argentinas de Santiago del Estero, Tucumán, Salta, Jujuy, nuevamente Tucumán, Catamarca y La Rioja. En 1777 llegó a Córdoba y finalmente arribó a Buenos Aires en septiembre de 1779. La provisión episcopal concedida le permitía solicitar limosnas, fundar casas de recogimiento, realizar ejercicios y propender a “reformar las costumbres” por lo que se la exhortaba a que continuase tan altos fines.
“Mama Antula” era una mujer con un estilo muy peculiar. Hacía sus viajes caminando descalza y pidiendo limosnas. No quedan testimonios de cuántas veces preparó ejercicios en algunas ciudades, pero solo en San Miguel de Tucumán se hicieron sesenta. A pesar de sus viajes por montañas, desiertos y parajes que desconocía, jamás sufrió percance alguno. En Catamarca padeció una enfermedad y fue desahuciada por el médico. “Me encomendé al Sagrado Corazón y me encontré curada pronto, sin ningún remedio”, aseguró. Una vez se rompió una costilla, en otra ocasión se dislocó un pie “pero fui curada una y otra vez por una mano invisible”, repetía.

### Obra misionera en Córdoba y Buenos Aires
En menos de un año organizó en Córdoba ocho tandas de 200 y 300 personas. Y siempre conseguía las limosnas suficientes como para mantener a toda esa gente e incluso en ocasiones había un excedente que sería para ayudar a pobres y presos.
Con 49 años decidió trasladarse a Buenos Aires para llevar los beneficios de su labor. Caminó junto con sus compañeras alrededor de dos meses hasta llegar a esa ciudad, lo que implicó un viaje de 140 leguas, equivalente a 700 kilómetros.
Sin embargo en Buenos Aires no fue muy bien recibida: la gente viendo a aquella mujer que había entrado a la ciudad con los pies descalzos, con una cruz de madera en las manos, exhortando por las calles a la penitencia e invitando al retiro de los Ejercicios espirituales, la tuvieron por persona extraviada, tratándola de loca, borracha, fanática y hasta de bruja. Los niños de las afueras de la ciudad al verla llegar con un mal aspecto por el largo viaje, comenzaron a apedrearla y abuchearla. María Antonia debió refugiarse en la iglesia de la Piedad, tanto para librarse de ellos como para encomendarse a la Virgen de Nuestra Señora de los Dolores, de la que era muy devota.
El virrey Vértiz se opuso a su petitorio de abrir una casa para dar ejercicios. De igual manera, el obispo diocesano fray Sebastián Malvar y Pinto, le demostró desconfianza y postergó la respuesta por nueve meses, mientras solicitaba informes sobre María Antonia. Queriendo probar su espíritu, trató de disuadirla. Sin embargo, ella resistió todas estas pruebas con valerosa intrepidez.

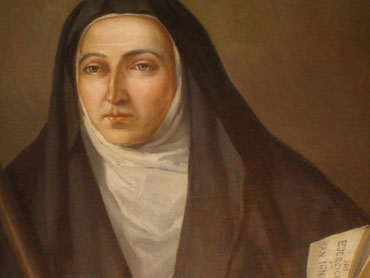
María Antonia de Paz y Figueroa.

Obteniendo el consiguiente permiso, en agosto de 1780, recién comenzó a dar los primeros ejercicios espirituales ante veinte personas, pero ese número creció de tal manera que pronto se calculaba en miles las almas que las recibieron, siendo insuficientes las casas donde las brindaba. Luego el obispo no solo le dio autorización sino que además se convirtió en un gran admirador y le dejó un nada despreciable legado.
Terminantemente opositor fue el virrey Vértiz, dada su antipatía visceral hacia todo lo que fuese jesuítico. En esa actitud firme permaneció por dos años y con poderes sobre el terreno religioso, le negó a María Antonia la autorización para organizar los ejercicios espirituales. Hubo un gran revuelo en ese entonces y solo se hablaba de ella, ya que realizaba los ejercicios de forma clandestina en casas alquiladas por el obispo a algunas familias concurrentes a la iglesia. Las personas cercanas a la nobleza comenzaron a concurrir a estos a escondidas y cuando se supo hubo un gran revuelo y María Antonia no pudo seguir ocultando esto. Había conseguido, por medio de donaciones, unos terrenos en las afueras de Buenos Aires, en la actual avenida Independencia 1190. Las promesas de un mejor trabajo en el centro de Buenos Aires, junto con la fe que depositaban en Cristo gracias a la predicación de María Antonia, habría sido el motor para el gran viaje que realizaron a pie. Al descubrirse oficialmente sus prácticas, María Antonia se vio obligada a tener una reunión con el virrey.
Una vez que esto se hizo oficial, la gente de la nobleza y personas de alto poder económico y social, que proliferaban en aquel entonces y que no tuvieron que ocultarse para concurrir a los ejercicios, realizaron grandes donaciones a María Antonia para poder realizar la construcción de la actual Santa Casa de Ejercicios Espirituales en aquellos mismos terrenos de Independencia al 1190.
En tanto, dos amigas suyas habían emprendido en Salta y Tucumán la organización de los ejercicios espirituales. Este hecho, unido a la trascendencia que cobraba esta práctica religiosa, la alentó a darle forma a su pequeño grupo de beatas, con una serie de pasos que comenzaron en un postulantado, la investidura del hábito y la formulación de votos privados.
Su prestigio creció rápidamente llegando a convertirse en el oráculo de la ciudad, que todos consultaban, anhelando las mismas autoridades servirla en lo que fuese menester para sus ejercitantes.
A los 54 años emprendió un nuevo viaje con la venia del obispo y del virrey, en 1784, llegando primero a Colonia del Sacramento, y luego a Montevideo, promoviendo en esos lugares la práctica de los ejercicios espirituales.
Su apostolado adquirió una trascendencia internacional que motivó admiración. Las cartas sobre sus obras y su propia correspondencia llegaron a Europa donde fueron traducidas y reproducidas al inglés, al italiano y al alemán. Desde Francia se sabe que se habían formado varios conventos solo con leer sus expresiones. Recibió del vicario general de la Compañía en Rusia la Carta de Hermandad, y el pontífice le otorgó indulgencias especiales.
En 1784 el obispo de Buenos Aires, Sebastián Malvar y Pinto, envió una carta al papa Pío VI informándole que durante los cuatro años en los que se habían realizado los ejercicios espirituales en esa ciudad, habían pasado unas quince mil personas, sin que se les haya pedido “ni un dinero por diez días de su estadía y abundante manutención”.

#### Miles de ejercitantes porteños

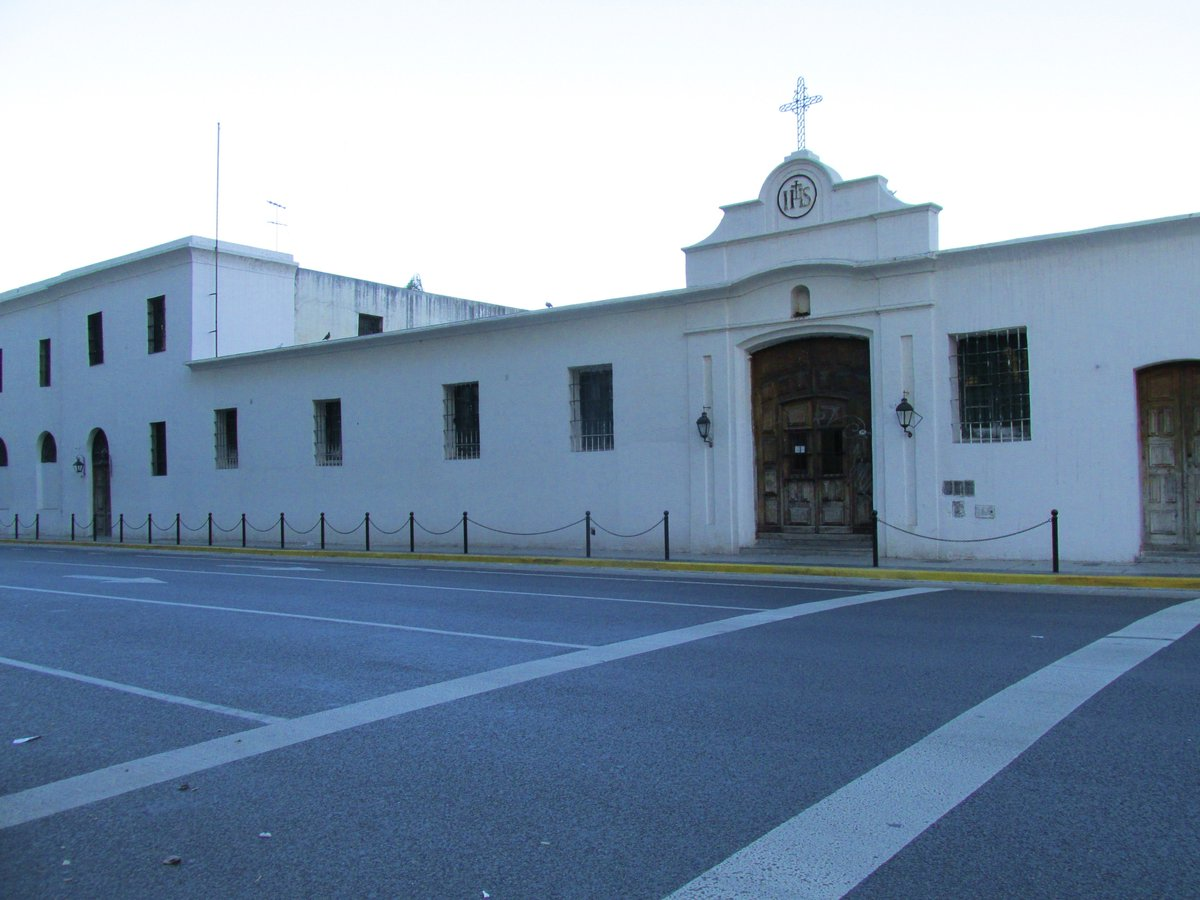
Exterior de la Santa Casa de Ejercicios Espirituales, sobre Avenida Independencia, Buenos Aires.

Hacia 1788 escribió Ambrosio Funes una carta contando que en ocho años habrían hecho ejercicios espirituales unas setenta mil personas. Por eso María Antonia proyectaba una casa dedicada especialmente a estas prácticas. Como respuesta obtuvo la donación de tres parcelas de terreno contiguas; la primera de ellas fue donada el 27 de noviembre de 1788, por Antonio Alberti y Juana Agustina Marín, padres del sacerdote Manuel Alberti, integrante de la Primera Junta; pocos días después donó el segundo lote don Pedro Pavón y Benedicta Ortega; y el 10 de diciembre don Alfonso Rodríguez y doña Francisca Jirado donaron la tercera parcela. Pero faltaba todo lo demás, de manera que solicitó nuevamente ayuda y tuvo como apoderado en esta tarea a Cornelio Saavedra.
La práctica de los ejercicios espirituales pasó a convertirse en una de las actividades religiosas más prestigiosas de la vida porteña, y tanto los sectores de abolengo, como los de condición humilde encontraron en Mama Antula a la persona a quien encomendaban sus oraciones por diversas necesidades.

### La gravitación de María Antonia
En Roma, las cartas de María Antonia a sus amigos los jesuitas, después de ser traducidas al latín, francés, inglés y alemán, fueron enviadas a distintas naciones, en particular a Rusia, único país que no había acatado el destierro de los jesuitas. Ciertos conventos franceses se habían reformado al leer sus cartas. La importancia asignada por el obispo de Buenos Aires a los ejercicios, lo llevó a disponer que ningún seminarista se ordenase sin que primero la beata certificase la conducta con que se hubiesen portado en esos ejercicios. Con ello se asignaba a María Antonia un papel significativo en la iglesia porteña de ese entonces.
En una homilía, el papa Francisco dijo:

Que en la comunión universal de los santos y, en especial, en la corona de los santos americanos, nos acompañe fray Junípero Serra e interceda por nosotros, junto a tantos otros santos y santas que se han distinguido con diversos carismas. Misioneros incansables como fray Francisco Solano, José de Anchieta, Alonso de Barzana, María Antonia de Paz y Figueroa, José Gabriel del Rosario Brochero.

En 1791, se publicó en francés un opúsculo titulado "El Estandarte de la Mujer Fuerte", de autor anónimo, aunque se cree que fue escrito por Ambrosio Funes. En él se narran los principales actos de su vida para la veneración universal.
En 1793, planeó la construcción de su propia Santa Casa de Ejercicios Espirituales en Buenos Aires, obra que vio terminada su parte principal cuatro años más tarde, no sin antes haber llegado al Paraguay.

### El retiro final
Dejó firmemente establecida la Orden de su beaterio designando en el Rectorado a su sucesora, Margarita Melgarejo, antes de morir. Tenía previsto trasladarse a Europa en alas de su apostolado, pero previendo su próximo fin dictó su testamento con las disposiciones pertinentes para la conservación de su obra.
María Antonia sentía que le flaqueban las fuerzas. Contaba con sesenta y nueve años y no pudo ver concluida su obra. Atacada por una mortal enfermedad, falleció en la casa que había fundado el 7 de marzo de 1799, a los 69 años de edad. Murió en brazos de su amiga Melgarejo. Sus restos fueron inhumados en la Basílica de Nuestra Señora de la Piedad de la ciudad de Buenos Aires, por haber sido la primera a la que entró al término de su larga peregrinación a pie desde Santiago del Estero. Cuatro meses después, fray Julián Perdriel, prior del Convento de Predicadores de Buenos Aires, que había sido su confesor, predicó una oración fúnebre, el 12 de julio del mismo año, en las solemnes exequias que se celebraron en la iglesia de Santo Domingo, siendo una pieza de mérito histórico y literario.

## Legado
La congregación llamada Hijas del Divino Salvador, siguiendo su ejemplo, fundó el Santuario de San Cayetano en el actual barrio de Liniers, Buenos Aires. San Cayetano (Cayetano de Thiene) y San José eran los santos en los que María Antonia de Paz y Figueroa tenía mayor devoción.
El grupo de mujeres que la acompañaba se convirtió en una pujante congregación religiosa en 1878, y actualmente desarrolla sus tareas apostólicas en varias provincias argentinas. La obra de Madre Antula continúa en la Santa Casa de Ejercicios Espirituales en Buenos Aires. Dicho edificio aún se conserva como uno de los más antiguos de la ciudad y atesora viejos recuerdos en forma de imágenes, muros, puertas y patios, que constituyen un patrimonio vivo de la historia argentina.
Los retratos que de ella se conservan, son uno hecho por José Salas el Madrileño, y otro posterior de García del Molino, firmado en 1861. Se muestra a María Antonia hermosa y de distinguida presencia, a pesar de su hábito modesto y humilde. Además resplandece en su fisonomía, sobre todo, la inteligencia y la santidad.
Al demolerse la antigua iglesia de la Piedad, sus restos fueron encontrados, el 25 de mayo de 1867, en la nave derecha del actual templo. Ahora descansan al pie de un artístico mausoleo coronado con su estatua de mármol, costeado por monseñor Marcos Ezcurra y que fue declarado histórico en 2014.
La Casa de Ejercicios que ella fundó aún se levanta en la avenida Independencia 1190-94 en Buenos Aires, y ha sido declarada monumento histórico nacional. El sector más antiguo, el de la esquina con la calle Salta, conserva su aspecto original, y fue inaugurado en 1799.

## Proceso de beatificación

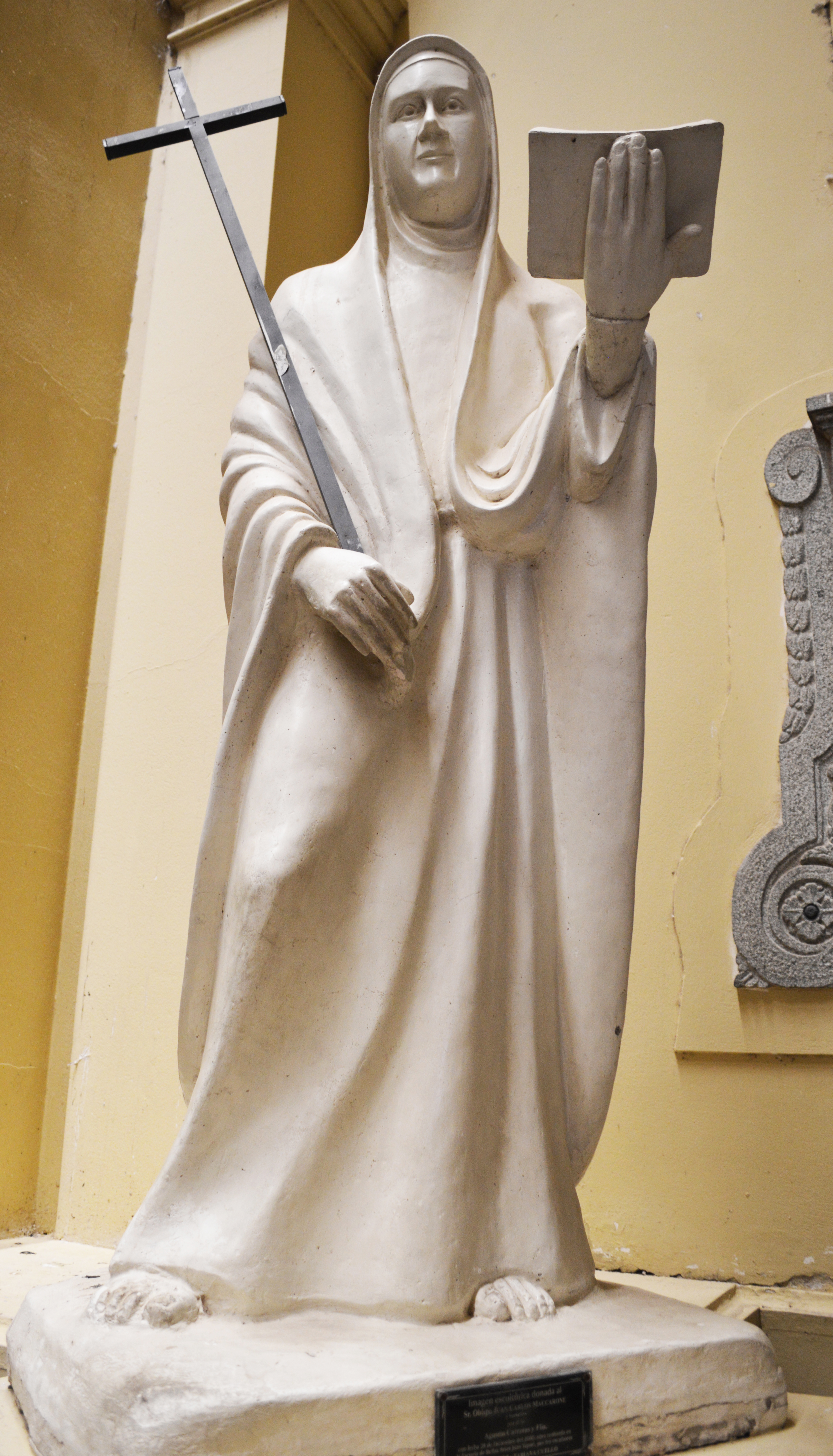
Imagen de María Antonia de Paz y Figueroa en la Catedral de Santiago del Estero.

El 30 de septiembre de 1905, los obispos argentinos se dirigieron al papa Pío X solicitando la introducción de la Causa de Beatificación de María Antonia de Paz y Figueroa. Es el primero de la historia argentina. Al año siguiente quedó terminado el proceso y fue elevado a Roma. Más tarde el papa Benedicto XV firmó el Decreto de Introducción de la Causa, el 8 de agosto de 1917.
En mayo de 1929 el papa Pío XI la declaró Venerable.
En junio de 2010 la Congregación para las Causas de los Santos aprobó por unanimidad sus virtudes heroicas. El 2 de julio de 2010 el papa Benedicto XVI firmó el decreto por el que se reconocieron los martirios y virtudes heroicas de la religiosa, que es el primer paso para la beatificación.
En marzo de 2016, el papa Francisco aprobó la realización de un milagro en 1904, la curación de una colecistitis aguda a la hermana Rosa Vanina de la Congregación de "Siervas del Divino Salvador", que fuera fundada con posterioridad a la muerte de María Antonia, bajo su legado. De esta manera, se oficializó la beatificación de Mama Antula en ese año.

### Ceremonia de beatificación
María Antonia fue proclamada beata el 27 de agosto de 2016 en la ciudad de Santiago del Estero por el cardenal Angelo Amato, prefecto de la Congregación para las Causas de los Santos y enviado especial del papa Francisco. El acto fue concelebrado por el cardenal primado de la Argentina, monseñor Mario Aurelio Poli, el cardenal Héctor Villalba, el obispo de Santiago del Estero Vicente Bokalic, otros 36 obispos y más de un centenar de sacerdotes. Además, la ceremonia contó con la presencia de la vicepresidenta de la Nación, Gabriela Michetti y la gobernadora de Santiago del Estero, Claudia Ledesma Abdala.
Al mediodía una gigantografía con la imagen de la beata Mama Antula con la inscripción "Llegar hasta donde Dios no sea conocido para hacerlo conocer" fue desplegada en el altar, en medio de vítores y aplausos de unos 50 mil fieles reunidos en la plazoleta Gerardo Sueldo, del parque Aguirre, en la capital provincial.
"Concedemos la facultad de que la venerable sierva de Dios María Antonia de San José, María Antonia Paz y Figueroa, virgen, fundadora de la Casa de Ejercicios Espirituales en la ciudad de Buenos Aires, dócil instrumento de la misericordia, asidua misionera en el servicio del evangelio, sea llamada beata de ahora en adelante", leyó en italiano el purpurado el decreto firmado por el papa y luego en español el obispo de Añatuya, monseñor Melitón Chávez.
La ceremonia estuvo acompañada por las imágenes de Nuestro Señor de los Milagros de Mailín, la Virgen de Loreto, Nuestra Señora de la Consolación de Sumampa, la Virgen de Huachana, y la del Cura Brochero.
El cardenal Amato indicó, además, que el papa estableció que la fiesta litúrgica en honor a la laica consagrada santiagueña sea el 7 de marzo, fecha de su muerte, "en los lugares y modos establecidos".
Mama Antula se convirtió en la novena persona de nacionalidad argentina en ser beatificada. Esto ocurrió entre casi medio centenar de causas para canonizar a religiosos y laicos que dieron testimonio de su fe o murieron por su fidelidad al Evangelio.

## Proceso de canonización

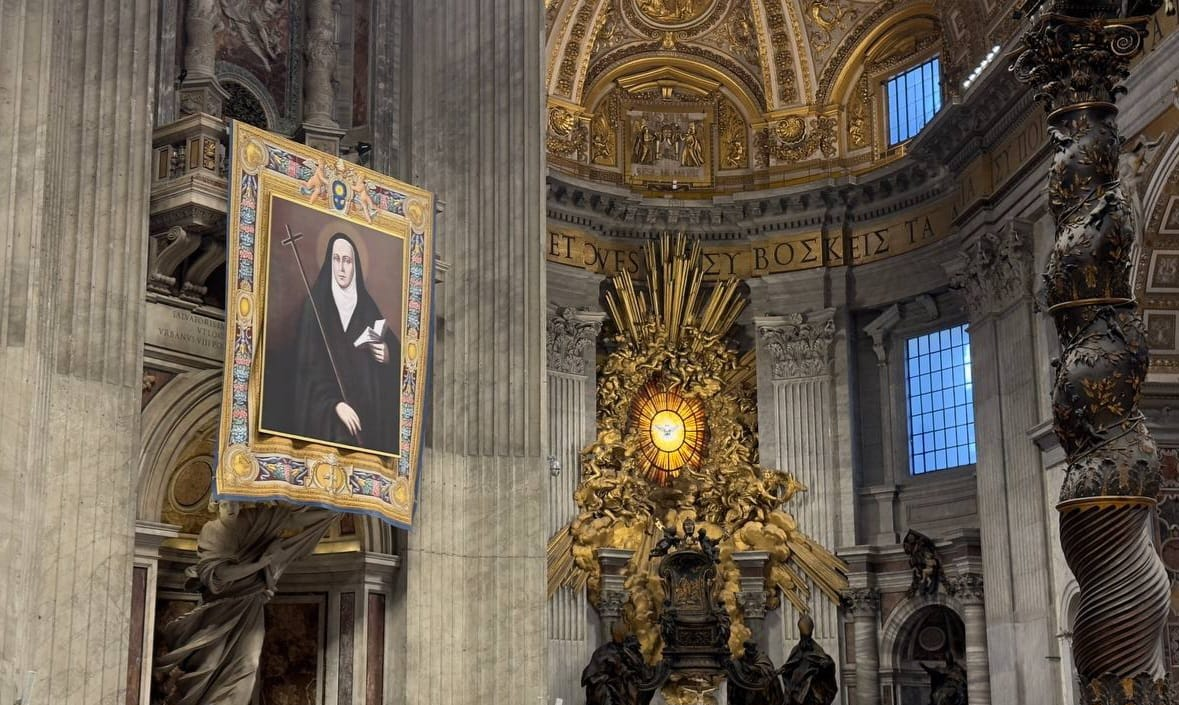
Retrato en el interior de la Basílica de San Pedro el día de su canonización.

A fines de 2018, se cerró el proceso canónico de un posible milagro de María Antonia de Paz y Figueroa, ocurrido en la Arquidiócesis de Santa Fe de la Vera Cruz. Se trató de un hombre de esa provincia que sufrió un ACV y había sido diagnosticado sin esperanzas de sobrevivir. Dicho paciente tuvo una recuperación inesperada, sin explicación lógica desde lo científico. Las investigaciones fueron enviadas a la Santa Sede en Roma, para que ser analizadas por los cuerpos profesionales y teológicos. Este milagro se aprobó y pasó a ser el segundo milagro conseguido por intercesión de Mama Antula, milagro que la declaró santa. También el Papa antes de la canonización de Mama Antula reportó que hay por lo menos un posible milagro más que también se estaba investigando.
En mayo de 2019 se produjo la apertura de dicha causa, la cual no reportó ningún tipo de objeción ni dificultad. Fue el primer control que se realizó, donde se constataron las copias de las actas de la instrucción diocesana remitidas a Roma. Finalizado ese primer trámite, se había pedido el decreto de validez jurídica para luego pasar al estudio oficial de la Congregación para las Causas de los Santos para otorgarle validez jurídica. Luego, se preparó la documentación para solicitar la designación de los peritos de oficio. fue positiva su evaluación, y se fijó la fecha para la consulta médica de la Congregación. La consulta médica declaró positivo la curación por lo inexplicable, y la causa avanzó al estudio de los teólogos. ellos lo confirmaron y fue el tiempo de la evaluación de los cardenales y obispos. Este último paso avaló todo lo anterior para que el papa firme el documento del milagro y apruebe el Decreto de Canonización. De esta manera, se determinó la fecha de la canonización y se inscribió en el libro de los Santos a Mama Antula.
El 24 de octubre de 2023 el papa Francisco aprobó el milagro atribuido a su intercesión y se fijó la fecha de su canonización al 11 de febrero de 2024.

### Canonización
El 9 de diciembre de 2023 llegaba al Vaticano una delegación formada por el gobernador santiagueño Gerardo Zamora y su esposa, la presidenta provisional del Senado, Claudia Abdala. El Papa, que recibió de la delegación un cuadro con la imagen de Mama Antula realizado por Verónica Valeria Ledesma, denunció en una encíclica el “individualismo radical” y presentó como modelo a Mama Antula, quien atendía a los pobres y ayudó a mantener viva la espiritualidad jesuita en Argentina tras la supresión de la Orden Jesuita.
Mama Antula se convirtió en la primera santa argentina.